# New Zealand Kennel Club
New Zealand Kennel Club – nowozelandzki związek kynologiczny zajmujący się rodowodami psów i ich rejestracją na terenie Nowej Zelandii. Organizacja powstała w 1886. Związek zajmuje się również tresurą psów, zapewnianiem sędziów na pokazy psów oraz organizacja konkursów z udziałem psów.